# 1 Pułk Haubic Polowych (austro-węgierski)
Pułk Haubic Polowych Nr 1 (niem. Feldhaubitzregiment Nr. 1, FHR. 1) – pułk artylerii cesarskiej i królewskiej Armii.
W 1914 roku pułk stacjonował w garnizonie Kraków i wchodził w skład 1 Brygady Artylerii Polowej.
Szefem pułku był wielki książę Sergiusz Michajłowicz Romanow.

## Skład
- Dowództwo
- 4 x bateria po 6 haubic M99[1].

## Żołnierze
Komendanci pułku
- ppłk / płk Alfred von Kropatschek (1883 – 1886 → komendant 13 BA)
- płk Alexander von Krobatin (1895 – 1896 → szef 7. Oddziału Ministerstwa Wojny Rzeszy)
- płk Anton Fiala (1896 – 1889 → komendant 6 Brygady Artylerii)
- płk Anton Glas (1899 – 1902 → dyrektor artylerii 15 Korpusu)
- płk Johann Witsch (1902 – 1905 → komendant 8 Brygady Artylerii)
- płk Anton Baumann (1905 – )
- ppłk Otto Lössl-Scheuch (1914)

Oficerowie
- por. Rudolf Obraczay (1904–1908)
- por. rez. Robert Jahoda-Żółtowski
- ppor. rez. Guido Skalla